# Galadriel
Galadriel je lik iz Tolkienove mitologije. Pojavljuje se u Gospodaru prstenova, Silmarillionu i Nedovršenim pripovijestima.
Galadriel je vilenjakinja visokoga roda, iz kraljevskih kuća Noldora i Telera, unuka dvojice vilenjačkih kraljeva - Finwëa i Olwëa. Preko svoje bake Indis bila je i u bliskom srodstvu i s kraljem Ingwëom od Vanyara. U Međuzemlju je, zajedno s mužem, gospodarom Celebornom, vladala Lothlórienom. 

## Povijest
Vilenjačka Gospodarica Lothlóriena, Galadriel je bila noldorska princeza koja je rođena u Eldamaru u Doba svjetlosti zvijezda. Galadriel i njezina braća - Finrod, Orodreth, Angrod i Aegnor - priključili su se Noldorima koji su išli u potjeru za Morgothom i Silmarilima u Međuzemlje i tako potpali pod Mandosovu kletvu.
Visoka i lijepa, zlatne kose nasljeđene od majke Eärwen, telerske princeze, u Eldamaru se zvala Alatáriel. U Međuzemlju je to ime prevedeno kao Galadriel što na sindarinu znači "gospa od svjetla".
Tijekom Prvog doba u Beleriandu Galadriel je živjela s bratom Finrodom Felagundom u Nargothrondu prije nego što je otišla u sindarsko kraljevstvo Doriath gdje se sprijateljila s kraljicom Melian. U Doriathu je upoznala i svog budućeg muža, sindarskog princa Celeborna. 
Od početka Drugog doba ovaj par i njihova kći Celebrian živjeli su u Lindonu, da bi se zatim preselili u Eregion, kraljevstvo vilin-kovača Gwaith-i-Mírdaina. Zbog sukoba s njima Galadriel prelazi Magleno gorje i naseljava se u Lothlorienu. S vremenom joj se pridružio i Celeborn, a nakon nestanka tadašnjeg vladara Lothloriena Amrotha, njih dvoje postaju Gospodar i Gospodarica tog šumskog kraljevstva. Raspolažući drugim od Tri vilenjačka Prstena, Nenyjom Galadriel je iskoristila svoje moći da istka zaštitni pojas oko Lothloriena po uzoru na pojas kojim je Maia Melian zaštitila Doriath. 
U vrijeme Rata za Prsten Galadriel je pružila utočište i darove Prstenovoj družini. Za vrijeme samoga rata Galadriel je odbila tri pokušaja osvajanja i pomoću svojih moći srušila zidine Dol Guldura te očistila Mrkodol od zla. 
Po okončanju Trećeg doba, Galadriel se napokon zasitila Međuzemlja i otplovila na zapad u Neumiruće zemlje zajedno s ostalim nositeljima prstenova. 
Tim je činom završeno Treće doba.

## Karakteristike
Galadriel je bila vrlo lijepa, ljepota njezine kose bila je legendarna jer je Eldare podsjećala na svjetlo Dvaju drveća. Galadriel je bila ponosna i buntovničke prirode, ili je barem u svojoj mladosti to bila. Bila je slobodnoga duha, i tijekom života u Amanu maštala je o neistraženim prostranstvima Međuzemlja. Omiljeni joj je brat bio Finrod, koji je dijelio njene snove. Imala je sposobnost istraživanja umova i srca drugih, pa su je smatrali vidovitom. Moguće je da je zbog svoje izvanredne ljepote i moći postala ponosna.
Ali tijekom Trećega doba djelovala je mudro i brižno. U Gospodaru prstenova pojavljuje se kao nježna, čvrsta i mudra. Nju su Galadhrimi, ali i svi koji su ju sreli, poštovali čak više nego Celeborna. Prema priči Dúnedaina njezina visina iznosila je dva rangara (Quenya ranga, 'dugačak korak'), ili oko 193 cm. Bila je najviša žena u Tolkienovim pričama.

## Imena i titule
- Galadriel - Sindarinsko ime Galadriel znači "djeva okrunjena vijencem od svjetla", a odnosilo se na njenu prekrasnu kosu. Riječ "galad"znači "svjetlo" (u sindarinskoj formi "gal" ili "kal" što znači "sjajan"). To joj je ime nadjenuo njen suprug Celeborn.
- Galadhriel - Dio vilenjaka koji su živjeli izvan Lothloriena i kojima je Galadriel bila samo daleka legenda, zvao ju je "Galadhriel", jer su greškom u njezino ime uključili riječ "galadh" što znači "drvo".
- Altáriel, Alatáriel - kvendijska verzija imena Galadriel. Riječ "alata" je kvendijski izraz za "galad" što znači "sjajan". Telerski oblik toga imena bio je "Alatariel".
- Artanis - ime koje je Galadriel dao otac prilikom rođenja (vilenjacima prilikom rođenja očevi i majke daju različita imena). Znači "plemenita žena" na kvendijskom - "ar" znači

"plemenit, kraljevski",  "ta" također znači "plemenit, visokog podrijetla", "nis" znači "žena". 
- Nerwen - ime koje je Galadriel nadjenula majka. Znači "muška dijeva", a odnosi se na njezin neuobičajeno (čak i među Noldorima) visok rast i snagu. Riječ "ner" znači "muškarac" a "wen" znači "dijeva".
- Gospa od Noldora - Galadriel je bila najplemenitija žena među Noldorima.
- Gospa od Lóriena, Gospa od Zlatne šume, Gospa od Šume, Kraljica Galadriel - Galadriel nosila sve te titule jer je bila vladarica Zlatne šume Lothlorien.
- Gospa od Galadhrima - stanovnici Lothloriena zvali su se "Galadhrimi", ("narod s drveća").
- Bijela gospa - Galadriel je poznata i kao "Bijela gospa" - bila je bjeloputa i plavokosa, često je nosila bijele haljine, i promatraču se činilo da sjaji bijelim svjetlom. To je ime, također, bilo u suprotnosti s imenom "Gospodara Tame", kojem se suprotstavljala.
- Čarobnica iz Zlatne šume - Grima Wormtongue nazvao Galadriel "Čarobnicom iz Zlatne šume", insinuirajući da ona plete mrežu obmane.

## Najvažniji događaji vezani uz Galadriel
Doba drveća

1280. Vjenčanje Galadrielinih roditelja Finarfina i Earwen

1362. Rođenje Galadriel 

1450. Feanor izrađuje Silmarile 

1495. Morgoth ubija Galadrielinog djeda Finwea, krade Silmarile i odnosi ih u Međuzemlje. Feanor vodi Noldore u potjeru za Morgothom, Galadriel im se pridružuje

1500. Galadriel kao jedna od vođa pomaže drugoj skupini Noldora da preko leda Helcaraxëa, uz goleme gubitke, stignu u Međuzemlje

Prvo doba

1. Galadriel i druga skupina Noldora stižu na sjever Međuzemlja 

52. Galadriel i njezin brat Finrod borave u Doriathu, skrivenom kraljevstvu Thingola i Melian. Galadriel se zaljubljuje u Celeborna i odlučuje ostati u Doriathu 

66. Galadriel priča Melian o bijegu Noldora ali odbija pričati o Rodoubojstvu

67. Galadrielina braća stižu u Doriath. Thingol ih moli da odu, unatoč njihovoj nedužnosti, nakon što je saznao priču o Rodoubojstvu. Galadrieli je dozvoljeno da ostane 

102. Galadriel odlazi u posjet bratu Finrodu u Nargothrond 

455. Galadrielina braća Angrod i Aegnor ubijena su u Bitci iznenadnog plamena

465. Galadrielin brat Finrod umire u Sauronovoj tamnici 

495. Galadrielin brat Orodreth je ubijen u Nargothrondu u Tumhaladskoj bici 

502. Patuljci ubijaju Thingola i otimaju Silmaril 

503. Patuljačka vojska pobjeđuje vilenjake Doriatha. Thingolov unuk Dior naknadno stiže u Doriath i vraća Silmaril 

509. Feanorvi sinovi napadaju Doriath pokušavajući oteti Silmaril. Doriath je razrušen i napušten 

545. – 590. Morgoth je poražen u Gnjevnome ratu. Mnogi se Noldori vraćaju u Neumiruće zemlje, ali Galadriel s Celebornom ostaje u Međuzemlju 

Drugo doba

350. Galadriel i Celeborn najvjerojatnije su u to vrijeme živjeli pokraj jezera Evendim 

700. Galadriel i Celeborn napuštaju obale Evendima i sele se na istok 

750. Osnovali svoje kraljevstvo u Eregionu 

883. Galadriel upoznaje kralja Aldariona iz Numenora u Tharbadu 

1200. Prerušeni Sauron stiže u Eregion i uspjeva prevariti vilenjačke kovače u Eregionu 

1350 – 1400. Prema jednoj verziji priče Galadriel napušta Eregion i odlazi u Lthlorien 

1500. Vilenjački kovači iz Eregiona pod Sauronovim patronatom izrađuju Prstenove moći 

1590. Tri vilenjačka Prstena su iskovana bez Sauronove pomoći 

1600. Sauron kuje Prsten Jedan u Ognjenoj gori 

1693. Tri vilenjačka Prstena su skrivena. Galadriel je primila Nenyu 

1697. Sauronove snage uništavaju Eregion. Prema jednoj priči Celeborn i Galadriel prelaze preko Maglenog gorja i stižu u Lothlorien 

1701. Sauronove snage su poražene i potjerane u Mordor. Celeborn i Galadriel u to su doba najvjerojatnije bili u Rivendellu 

Treće doba 

109. Galadrielina kćer Celebrian udaje se za Elronda 

130. Rođeni Galadrielini unuci Elladan i Elrohir 

241. Rođena Galadrielina unuka Arwen 

1100. Uočeno je da je neka mračna sila podigla tvrđavu u Dol Gulduru kojeg je od Lothloriena dijelila rijeka Anduin. Galadriel i Celeborn pomažu u organiziranju obrane Lothloriena 

1980. Patuljci probudili Balroga u Moriji 

1981. Kralj Amroth napušta Lothlorien u potrazi za Nimrodel i nestaje u moru. Celeborn i Galadriel postaju Gospodar i Gospodarica Lothloriena 

2060. Mudri shvaćaju da bi sila iz Dol Guldura mogla biti Sauron 

2063. Gandalf odlazi u Dol Guldur da istraži to zlo i Sauron bježi na istok 

2460. Sauron se, moćniji nego prije, vraća u Dol Guldur 

2463. Galadriel saziva Bijelo vijeće. Željela je da Gandalf Sivi bude poglavar vijeća ali umjesto njega je izabran Saruman 

2509. Galadrielinu kćer Celebrian zarobljavaju orci na prijevoju Crvenvrh, a spašavaju ju njezini sinovi 

2510. Celebrian napušta Međuzemlje i odlazi u Neumiruće zemlje. Eorl Mladi stiže u pomoć Gondoru na Celebrantskom polju 

2850. Gandalf se vraća u Dol Guldur i otkriva da je zlo u njemu ustvari Sauron 

2851. Bijelo se vijeće sastaje. Gandalf izvješćuje o Sauronovoj vladavini u Dol Gulduru i traži žurni napad, ali ga je Saruman nadglasao 

2941. Bijelo vijeće odlućuje napasti Dol Guldur. Sauron bježi prije napada 

2942. Sauron se potajno vraća u Mordor 

2951. Sauron se otvoreno pokazao u Mordoru. Poslao je Nazgule da povrate Dol Guldur 

2953. Posljednji sastanak Bijelog vijeća. Saruman laže tvrdeći da je siguran da je Prsten jedan Anduin odnio do morskih dubina 

2980. Aragorn stiže u Lothlorien i upoznaje Galadrielinu unuku Arwen 

3018. prosinac: Elladan i Elrohir stižu u Lothlorien i obavještavaju Galadriel da je na savjetovanju u Rivendelu odlučeno da se uništi Prsten 

3019. 

Siječanj 15. Prstenova družina stiže u Lothlorien 

Siječanj 17. Galadriel i Celeborn primaju družinu u Caras Galadhonu 

Veljača 14. Galadriel dopušta Frodo da pogleda u Zrcalo. Frodo joj nudi Prsten a ona ga odbija 

Veljača 16. Galadriel daje darove Družini na njihovom odlasku iz Loriena 

Večeras 17. Gwaihir donosi Gandalfa Bijelog u Lothlorien 

Ožujak 11. Lothlorien napadaju snage iz Dol Guldura 

Ožujak 15. Drugi napad na Lothlorien 

Ožujak 22. Treći napad na Lothlorien 

Ožujak 25. Prsten Jedan je uništen i Sauron je poražen 

Ožujak 28. Celeborn i Galadriel predvode snage Lothloriena u napadu na Dol Guldur. Galadriel ruši zidine tvrđave 

Svibanj 20. Elrond and Arwen arrive in Lothlorien. 

Svibanj 27. Galadriel leaves Lothlorien with Arwen and sets out for Minas Tirith. 

Večer uoči Ivanja Galadriel stiže u Minas Tirith s Arwen 

Na samo Ivanje održana svadba Arwen i Aragorna 

Srpanj 19. Galadriel napušta Minas Tirith s pogrebnom povorkom kralja Theodena 

Kolovoz 7. Galadriel stiže u Edoras 

Kolovoz 10. Galadriel prisustvuje pogrebu kralja Theodena 

Kolovoz 14. Galadriel napušta Edoras s Družinom 

Kolovoz 22. Galadriel susreće Drvobradaša posljednji put. Oprašta se s Aragorn 

Kolovoz 28. Putnici susreću Sarumana 

Rujan 13. Galadriel i Celeborn se opraštaju s Gandalfom, Elrondom i hobitima te odlaze u Lothlorien. Ostali nastavljaju za Rivendel 

3021. 

Rujan 22: Galadriel i Elrond susreću Frodu u Okrugu 

Rujan 29: Galadriel se ukrcava na brod te otplovljava na zapad u Neumiruće zemlje 

## Obiteljsko stablo
```
              Finarfin = Eärwen
                       |
    -------------------|-------------------
   |        |                   |          |
   |        |                   |          |
Finrod Angrod = Eldalôtë Aegnor GALADRIEL = Celeborn
                |                               |
                |                               |
             Orodreth Celebrían = Elrond
                |                               |
          ------|------                         |
         |             |                        |
         |             |                        |
      Gil-galad Finduilas                    |
                                          Arwen = Aragorn Elessar
```

## Adaptacije

### Animirani film
U Ralph Bakshijevoj animiranoj verziji Gospodara prstenova iz 1978. godine, Galadriel je glas dala Annette Crosbie. 

### Radio
U BBC-jevoj radio-seriji Gospodar prstenova iz 1981. godine ulogu Galadriel čitala je Marian Diamond. 

### Film
U Peter Jacksonovoj filmskoj trilogiji Galadriel je utjelovila Cate Blanchett. U ovoj adaptaciji Gospodara prstenova, Galadriel je naratorica, pa tako u prologu objašnjava nastanak Jedinstvenog Prstena te Posljednji savez ljudi i vilenjaka. Raniji su planovi bili da taj posao odrade ili Frodo ili Gandalf, ali se od toga odustalo - Frodo je rođen tisućama godina nakon tih događaja, a ni Gandalf nije boravio u Međuzemlju u to doba. Zbog toga u prologu govori Galadriel - jer je i sama aktivno sudjelovala u događajima o kojima priča. 

### Kazalište
U trosatnoj kazališnoj adaptaciji Gospodara prstenova koja je premijeru imala u Torontu 2006. godine, Galadriel je odigrala Rebecca Jackson Mendoza.
Na londonskoj premijeri tog mjuzikla 2007. godine ulogu Galadriel tumačila je Laura Michelle Kelly.

## U popularnoj kulturi
Ime Galadriel preraslo je granice Tolkienovog djela te se proširilo svijetom, u Slovačkoj postoji dark metal glazbena skupina toga imena, a zabilježeno je i nekoliko dućana koji nose imena te noldorske princeze.